# Pleuretra brycei
Pleuretra brycei is een raderdiertjessoort uit de familie Philodinidae. De wetenschappelijke naam van deze soort is voor het eerst geldig gepubliceerd in 1898 door Weber.